# Legislatura
La legislatura è il periodo in cui un dato organo legislativo è in carica e svolge il proprio mandato elettorale.
Ha una durata variabile, salvo un limite massimo fissato dalla legge. Una legislatura ha inizio in seguito ad elezioni, al momento della proclamazione degli eletti, alla cerimonia di insediamento in una data prestabilita o alla prima seduta utile dell'organo.
Il termine legislatura si applica, per convenzione, al solo mandato degli organi legislativi collettivi.

## In Italia
In Italia una legislatura parlamentare ha durata di 5 anni, a parte i casi in cui avvenga uno scioglimento anticipato delle camere (da parte del Presidente della Repubblica in base all'art. 88 della Costituzione).
Originariamente, la Costituzione del 1948 prevedeva durate differenti per la legislatura della Camera dei deputati e del Senato della Repubblica, laddove per quest'ultimo era prevista una durata di 6 anni, uno in più rispetto alla Camera.
Successivamente, il termine è stato modificato e parificato. È comunque da osservare che, nel periodo in cui la durata ufficiale era effettivamente differente, era vigente la prassi per cui il Senato venisse "sciolto" con un anno di anticipo, così che la sua durata è sempre stata, de facto, identica a quella dell'altro ramo del parlamento.